# 朱嘉樂
朱嘉樂，BBS（1933年5月—），香港企业家。也是第一珍寶創辦人之一。
朱嘉樂，1933年5月出生于廣州市，1946年，他來香港發展，擁有銷售家電行業經驗，1974年正式創辦第一珍寶集團有限公司，第一批成功向美國威士汀空調機，其後成功向日本富士通·通用廠商代理「珍寶」空調。
1997年8月，他成功帶領把第一珍寶於香港交易所主板上市，直至2005年1月10日成功私有化，正式絕跡香港股市。

## 學歷
- 香港理工大學機械工程學文憑

## 家庭狀況
朱的妻子是朱梁慧中，朱詠儀是其女兒。

## 名下馬匹
朱嘉樂、朱詠儀、朱秉榮醫生一家三口是香港賽馬會會員，大多數個人擁有馬匹以「勇」、「威」、「威龍」、「名駒」為名，包括威勇名駒、威勇王、百勝名駒（Eighty Two）、威勇良駒、威勁名駒、威勝名駒、威霸名駒、至勇名駒、威威名駒、至勇威龍、至勇飛龍、至勝威龍、高山威龍、勁勇威龍、智勇威龍、至尊威龍、高山名駒、勝利威龍、勁力威龍、都柏名駒、百勝名駒（Meaningful Star）、勝利多多、閃耀威龍、勁速威龍、百勝威龍、智勇名駒、英勇名駒、勁勇皇駒等等。
其中，「至勇名駒」來港前由司徒德訓練，曾勝出一場2000米賽事，來港後由胡森訓練，在港出賽42次，取得6冠4亞的佳績，曾勝出2008/2009馬季跑馬地錦標。「至勇威龍」來港前由施永彬訓練，曾勝出一場1200米賽事，來港後由胡森訓練，在港出賽22次，取得4冠2亞5季的佳績，曾勝出2008/2009馬季日本中央競馬會錦標、2009/2010馬季香港經典盃，胡森散倉後，朱嘉樂家族名下馬多數由呂健威、文家良訓練。

## 社會團體
- 港九電器商聯會有限公司副會長
- 美國冰箱學會會員
- 美國空調冰箱及熱水爐工程會會員

## 相關連結
- 生意踏實 成功在望 第一電業朱嘉樂 （页面存档备份，存于）